# 石橋春男
石橋 春男（いしばし はるお、1944年3月30日 - ）は、日本の経済学者、大東文化大学名誉教授。

## 略歴
埼玉県生まれ。1966年早稲田大学政治経済学部卒、72年早稲田大学大学院商学研究科博士課程、中央学院大学講師、大東文化大学経済学部助教授、教授、名誉教授、日本大学商学部教授。松蔭大学教授を務めた。

## 著書
- 『経済学へのアプローチ』成文堂　1988
- 『現代経済学』成文堂　1993

### 共編著
- 『現代経済学の解明と演習 数値例による近代理論への段階的アプローチ』中本博皓共著 富士書房 1980
- 『経済原論 マクロ篇』中本博皓共著 法学書院 演習経済学双書 1981
- 『現代経済変動論』中本博皓共著 高文堂出版社 経済学全書 1981
- 『経済学の基礎』嶋村紘輝共著 中央経済社 1982
- 『アナリストのための経済学入門』関谷喜三郎共著 東洋経済新報社 1992
- 『セミナー経済学入門』関谷喜三郎共著 税務経理協会 1992
- 『暮らしの中の経済学』山田健治共編著 成文堂 1994
- 『経済学小事典』関谷喜三郎共著 成文堂 1994
- 『セミナーマクロ経済学入門』関谷喜三郎共著 税務経理協会 1994
- 『経済「第1次」の傾向と対策』関谷喜三郎共著 中央経済社 証券アナリスト試験直前マスター　1995
- 『セミナーミクロ経済学入門』関谷喜三郎共著 税務経理協会 1995
- 『経済(第2次)の傾向と対策』関谷喜三郎共著 中央経済社 証券アナリスト試験直前マスター　1996
- 『公務員試験のための経済学演習 地方公務員上級 国家公務員Ⅱ種 国税専門官』関谷喜三郎共著 税務経理協会 1996
- 『証券アナリストサクセスガイド』増田正志共編著 中央経済社 1996
- 『不動産鑑定士二次試験のための経済学演習』関谷喜三郎共著 税務経理協会 1996
- 『セミナー経済学基礎演習』関谷喜三郎共著 税務経理協会 1997
- 『入門マクロ経済学』関谷喜三郎共著 税務経理協会 2000
- 『入門ミクロ経済学』関谷喜三郎共著 税務経理協会 2001
- 『マクロ経済と金融 入門編』関谷喜三郎共著 慶應義塾大学出版会 2002
- 『経済学検定試験 ポイント解説と演習 応用科目編』橋本恭之,祝迫得夫,関谷喜三郎,加納悟、四方田雅史共著 日本評論社 2003
- 『経済学検定試験 ポイント解説と演習 ミクロ・マクロ編』関谷喜三郎共著 日本評論社 2003
- 『はじめて学ぶ金融論』関谷喜三郎,高木聖共著 慶応義塾大学出版会 2004
- 『環境経済学入門』島田千秋,山本慶子共著 泉文堂 2005
- 『消費経済理論』消費経済学体系 編著 慶應義塾大学出版会 2005
- 『マクロ経済学』関谷喜三郎共著 創成社 2007
- 『はじめて学ぶ経済学』関谷喜三郎,河口雄司共著 慶應義塾大学出版会 2008
- 『現代経済分析』編著 創成社 2010
- 『入門消費経済学 第3巻 環境と消費者』編著　慶応義塾大学出版会 2010
- 『マクロ経済の分析』関谷喜三郎共著 慶應義塾大学出版会 2010
- 『経済学の歴史と思想』関谷喜三郎共著 創成社 2012
- 『現代日本の環境問題と環境政策』小塚浩志,中藤和重共著 泉文堂 2012
- 『よくわかる!ファイナンス入門』髙木信久,橋口宏行共著　慶應義塾大学出版会 2014
- 『よくわかる!ミクロ経済学入門』橋口宏行, 中藤和重共著 慶應義塾大学出版会 2014
- 『よくわかる!マクロ経済学入門』橋口宏行, 河口雄司共著 慶應義塾大学出版会 2015

### 翻訳
- ジャン・バン・ダール,アルバート・ジョリンク『レオン・ワルラスの経済学』文化書房博文社 1994
- M.G.&K.G.ハジミカラキス『現代マネタリーエコノミックス』関谷喜三郎共訳 多賀出版 1997
- A.ジョリンク『レオン・ワルラス 段階的発展論者の経済学』多賀出版 1998
- マーチン・アンソニー,ノーマン・ビッグス『経済・金融・経営のための数学入門』関谷喜三郎共訳 成文堂 2000
- デビット・レイドラー『貨幣数量説の黄金時代』関谷喜三郎,横溝えりか, 嶋村紘輝,栗田善吉共訳 同文舘出版 2001
- ジャン=ピエール・ジェラール『雇用・利子・収益率とジェラール曲線』関谷喜三郎, 栗田善吉共訳 慶應義塾大学出版会 2003
- サンドラ・パート『ジェヴォンズの経済学』関谷喜三郎, 栗田善吉共訳 多賀出版 2006
- ニコラス・タービー『需要と供給』関谷喜三郎共訳 創成社 2006
- アントワーヌ・ルベイロ『ワルラスの経済思想』渡部茂共訳 慶應義塾大学出版会 2006
- Ralph T.Byrns, Gerald W.Stone 原著『マクロ経済学』関谷喜三郎共監訳 成文堂 2009
- ピーター・クラーク『ケインズ 最も偉大な経済学者の激動の生涯』関谷喜三郎共訳 中央経済社 2017

## 論文
- <石橋春男